# Dance Flick
Dance Flick è un film statunitense del 2009 diretto da Damien Dante Wayans.

## Trama
Megan e Thomas sono due aspiranti ballerini professionisti che si aiutano reciprocamente per realizzare i loro sogni.

## Curiosità
I fratelli Wayans, autori della saga horror di Scary Movie, provano sotto l'occhio della parodia americana il genere musical riproponendo le sceneggiature di film come Save the Last Dance, Saranno famosi, Il ritmo del successo, High School Musical, Step Up e Hairspray - Grasso è bello.